# 左翼党 (北马其顿)
左翼党（羅馬化：Levica）是北马其顿的一个社会主义政党。该党成立于2015年11月14日开始筹组，于2016年2月25日正式向当局注册。该党主要致力于争取和维护工人权利和社会公正，推动生活的各个领域民主化，与民族壁垒和民族主义作斗争。该党由争取社会公正运动“兰卡”、左翼运动“团结”和马其顿共产党的成员，以及工会活动者和持有左翼理念的个人组成。该党的总部位于斯科普里。该党是世界反帝国主义纲领的成员。
在2016年马其顿议会选举中，该党获得12120张选票，占总票数的1.05%，排名第八。